# Bergö, Iniö
Bergö är en ö i Finland. Den ligger i Skärgårdshavet och i kommunen Pargas i den ekonomiska regionen  Åboland i landskapet Egentliga Finland, i den sydvästra delen av landet. Ön ligger omkring 59 kilometer väster om Åbo och omkring 210 kilometer väster om Helsingfors.
Öns area är 32,5 hektar och dess största längd är 1 kilometer i nord-sydlig riktning. Ön höjer sig omkring 20 meter över havsytan.